# Nisken
Nisken är en sjö i Norbergs kommun i Västmanland och ingår i Norrströms huvudavrinningsområde.